# Thất Tịch

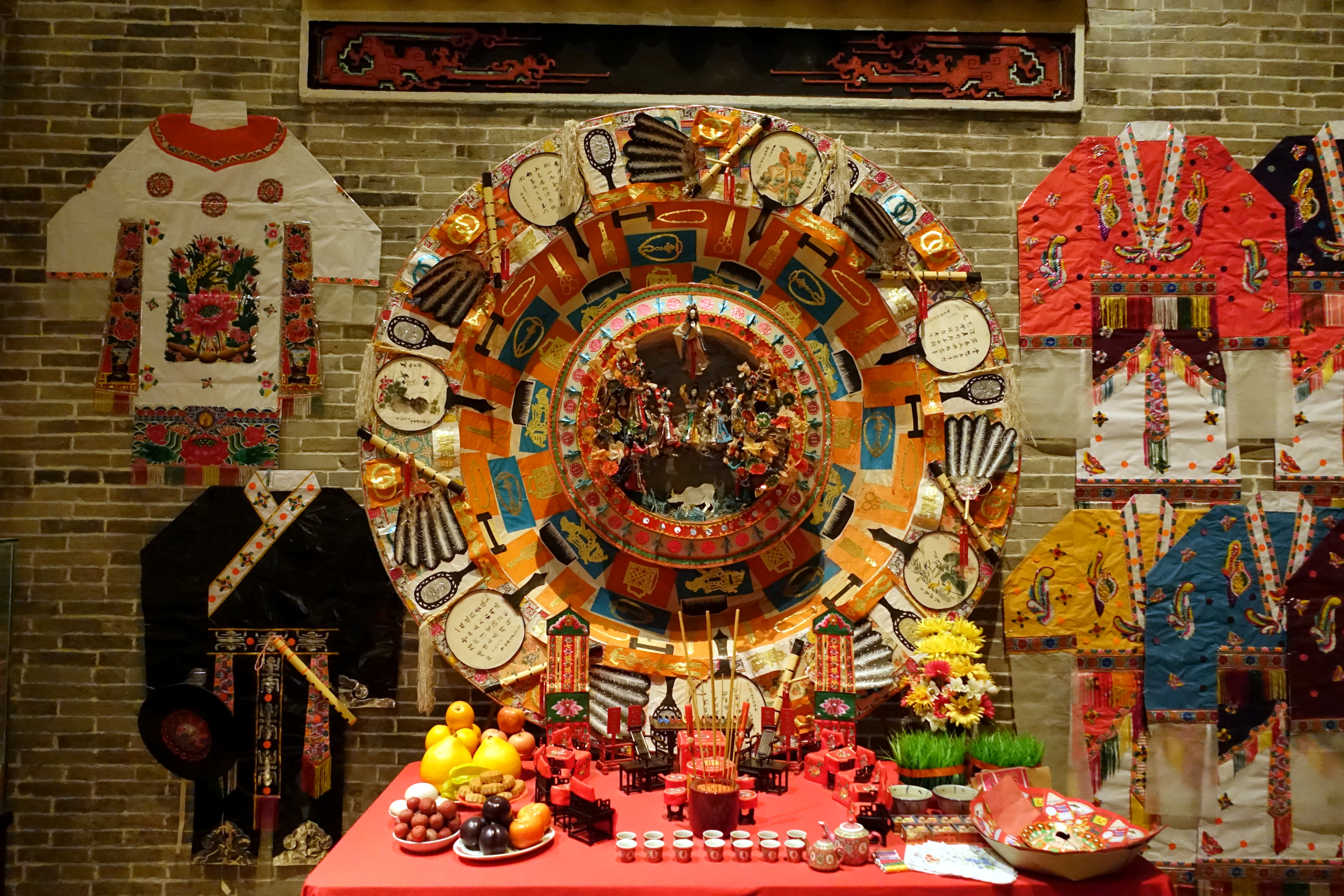
Những vật dụng nghệ thuật bằng giấy vào ngày Thất tịch. Triển lãm tại Bảo tàng Lịch sử Hồng Kông

Thất Tịch (Hán-Nôm: 七夕) hay còn gọi là Tết Ngâu, Ngày Ông Ngâu Bà Ngâu, theo văn hóa phương Đông, (Châu Á), lễ được tổ chức ngày 7 tháng 7 Âm lịch, đôi khi được người phương Tây gọi là ngày Valentine Đông Á. Lịch sử ngày này gắn bó với câu chuyện  Ngưu Lang Chức Nữ hoặc vợ chồng Ngâu với nhiều dị bản. Theo truyền thuyết, sau một năm xa cách, cứ đến ngày này hằng năm, Ngưu Lang và Chức Nữ được gặp nhau bên cầu Ô Thước.

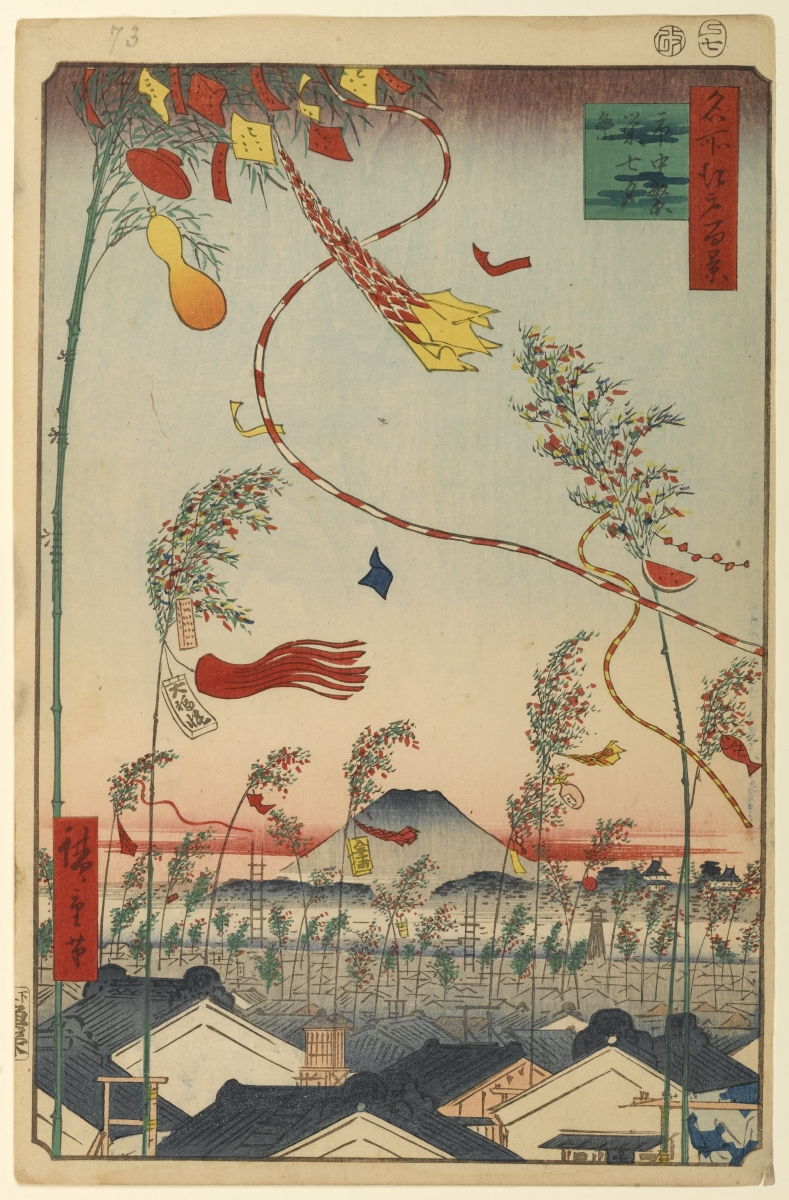
Tranh khắc gỗ xưa của Nhật về ngày Thất Tịch, của Hiroshige (1797–1858)

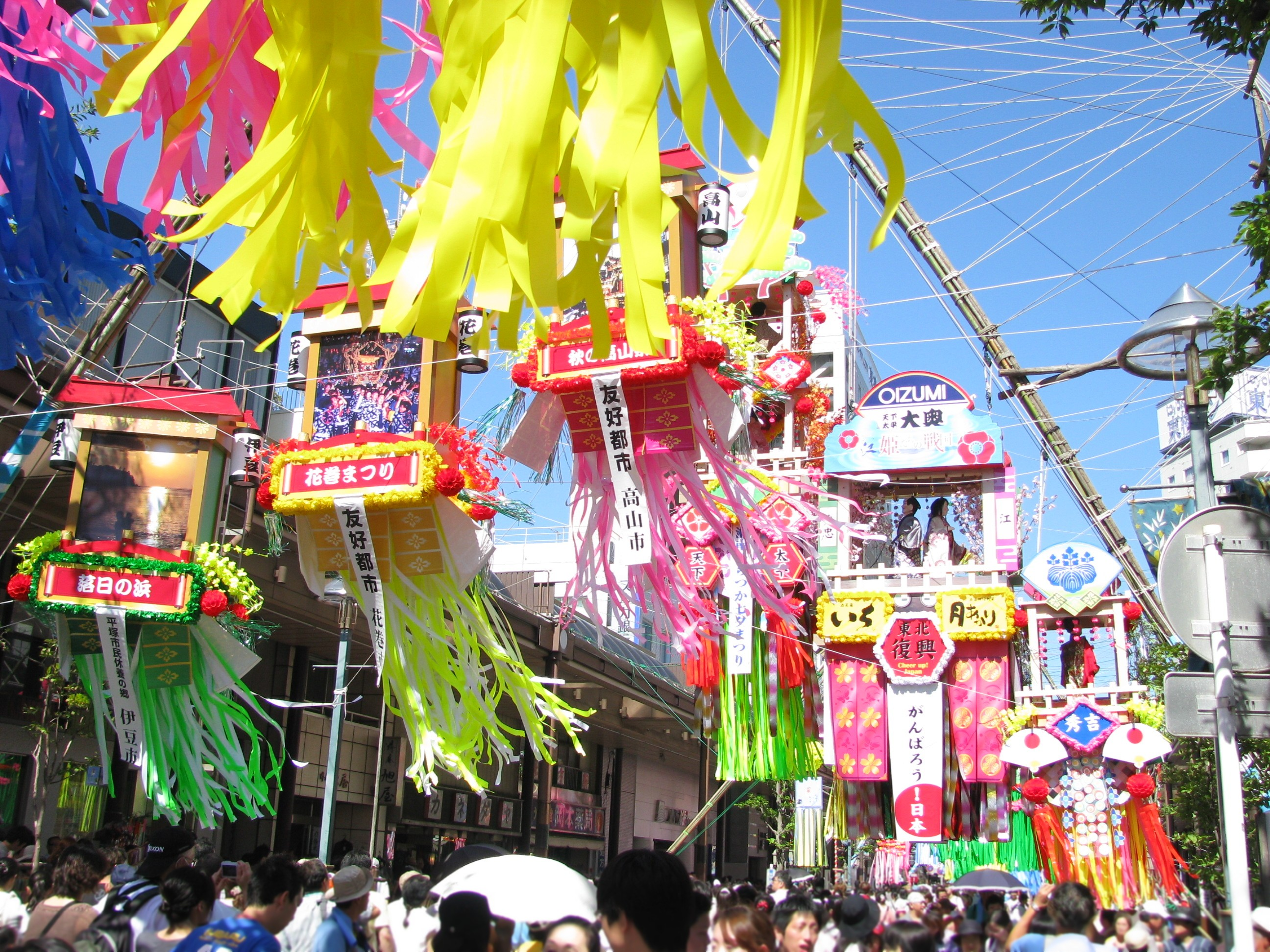
Tanabata tại Hiratsuka 2011

Tại Hàn Quốc là lễ Chilseok (칠석). Nhật Bản cũng kỷ niệm lễ hội này để kỷ niệm ngày gặp gỡ của Orihime (織姫 Chức Cơ) (tức sao Chức Nữ và Hikoboshi (彦星 Ngạn Tinh) (tức sao Ngưu Lang), gọi là lễ Tanabata (七夕), nhưng theo dương lịch.

## Lễ hội ở Trung Quốc
Ngày hội truyền thống ở Trung Quốc để các thiếu nữ bài trí các vật dụng nghệ thuật tự tạo trong ngày này và ước vọng kết hôn.Ngày này còn có các tên gọi khác như:
- Khất xảo tiết (乞巧節; qǐ qiǎo jié - Lễ hội thể hiện tài năng)
- Thất thư đản (七姐誕; qī jiě dàn - Sinh nhật cô em thứ bảy)
- Xảo tịch (巧夕; qiǎo xì - Đêm kỹ năng)  Nam nữ có tình ái,thường lấy hạt Hồng Đậu(紅豆)tạo thành hồng đậu sam thủ xuyến(紅豆杉手串) tặng tình nhân,để 100 năm không bị hỏng(Hồng Đậu, đậu bản địa của vùng Giang - Hoài hình trái tim, cứng như gỗ nghiến, màu đỏ tươi thuần khiết không bao giờ phai nhạt, nên tượng trưng cho tình yêu.

## Lễ hội ở Nhật Bản
Lễ hội được cho là du nhập vào Nhật trong thế kỷ thứ 8 và phổ biến rộng từ thời kỳ Edo.
Ở Nhật Bản, đặc biệt tại thành phố Sendai và Hiratsuka và vùng Tōhoku, lễ hội này còn được gọi là "Tanabata" và được tổ chức bắt đầu vào ngày 7 tháng 7 dương lịch hàng năm với nhiều hình ảnh trang hoàng được làm từ giấy, vào đêm trước, thường có bắn pháo bông tại công viên Nishi-kōen. Sau đó lễ hội tiếp tục được mở rộng ra tại nhiều vùng cho đến giữa Tháng 8.
Theo phong tục, người dân xếp hình giấy theo 7 hình thông dụng, như cánh hạc (折り鶴; Orizuru), Kimono bằng giấy (紙衣; Kamigoromo), túi xách (巾着; Kinchaku), lưới (投網; Toami), bao (くずかご; Kuzukago),... để trang trí hoặc để tặng nhau để chúc may mắn, tốt lành.

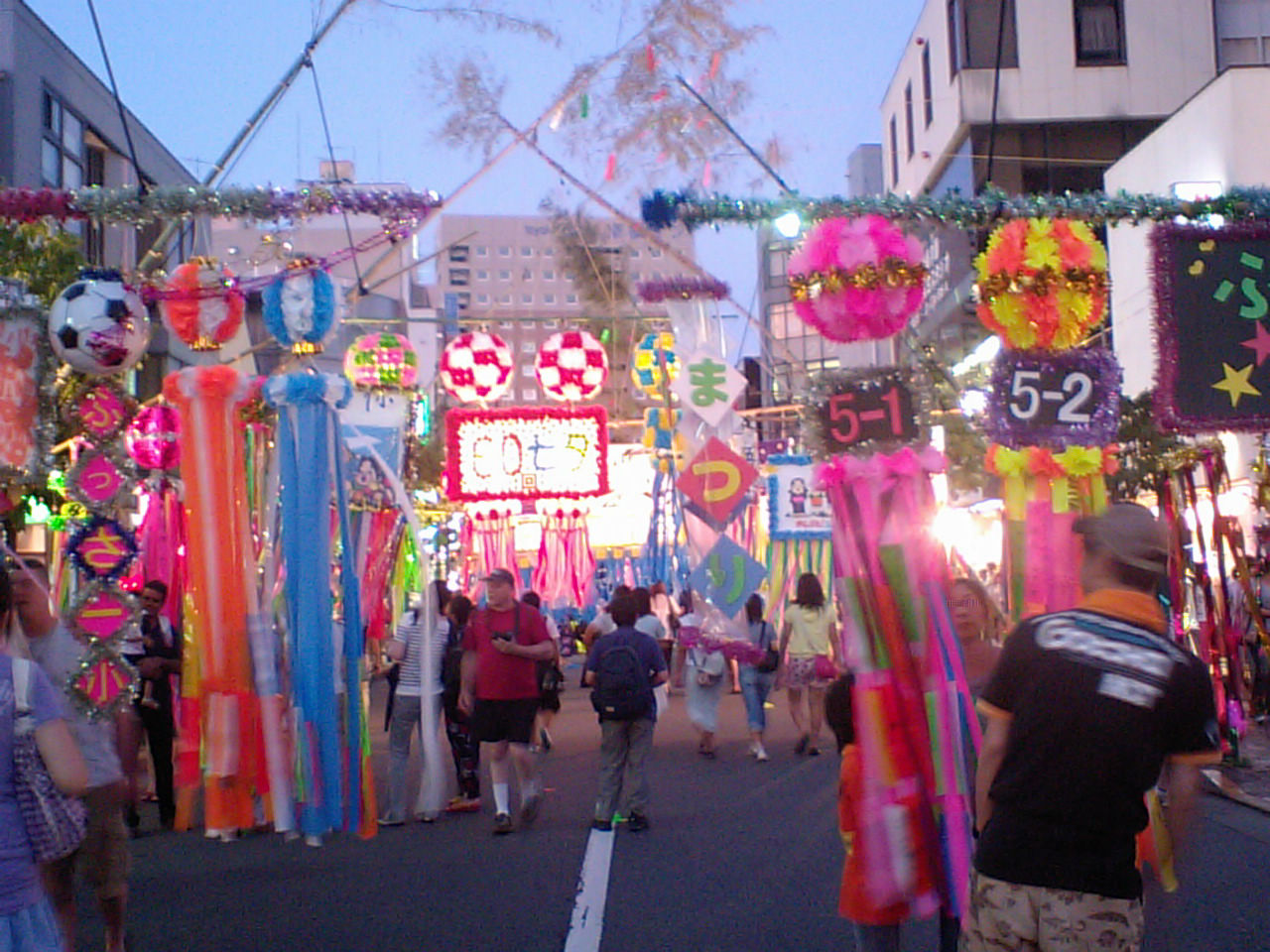
Tại Tokyo 2010
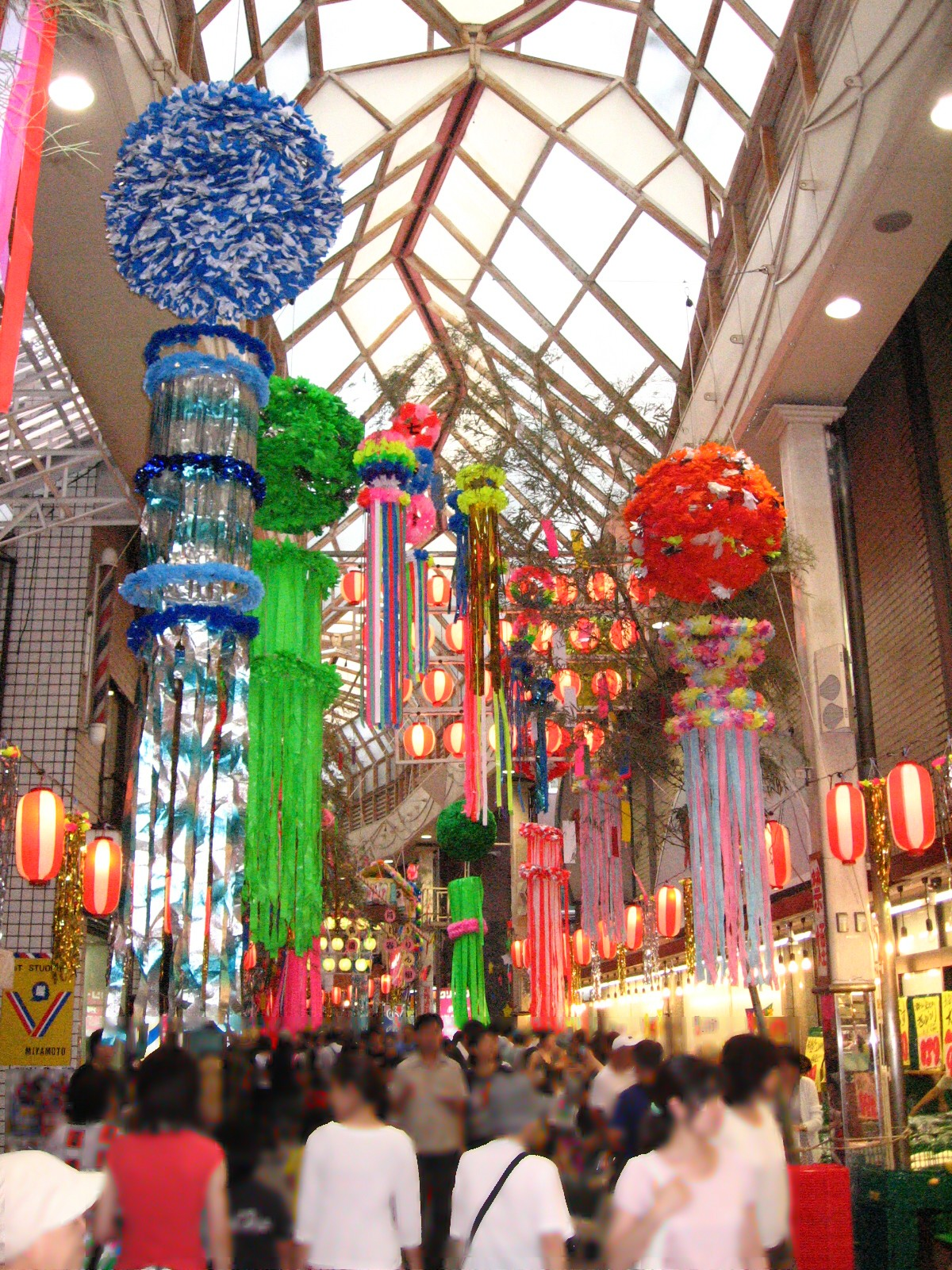
Tanabata 2009
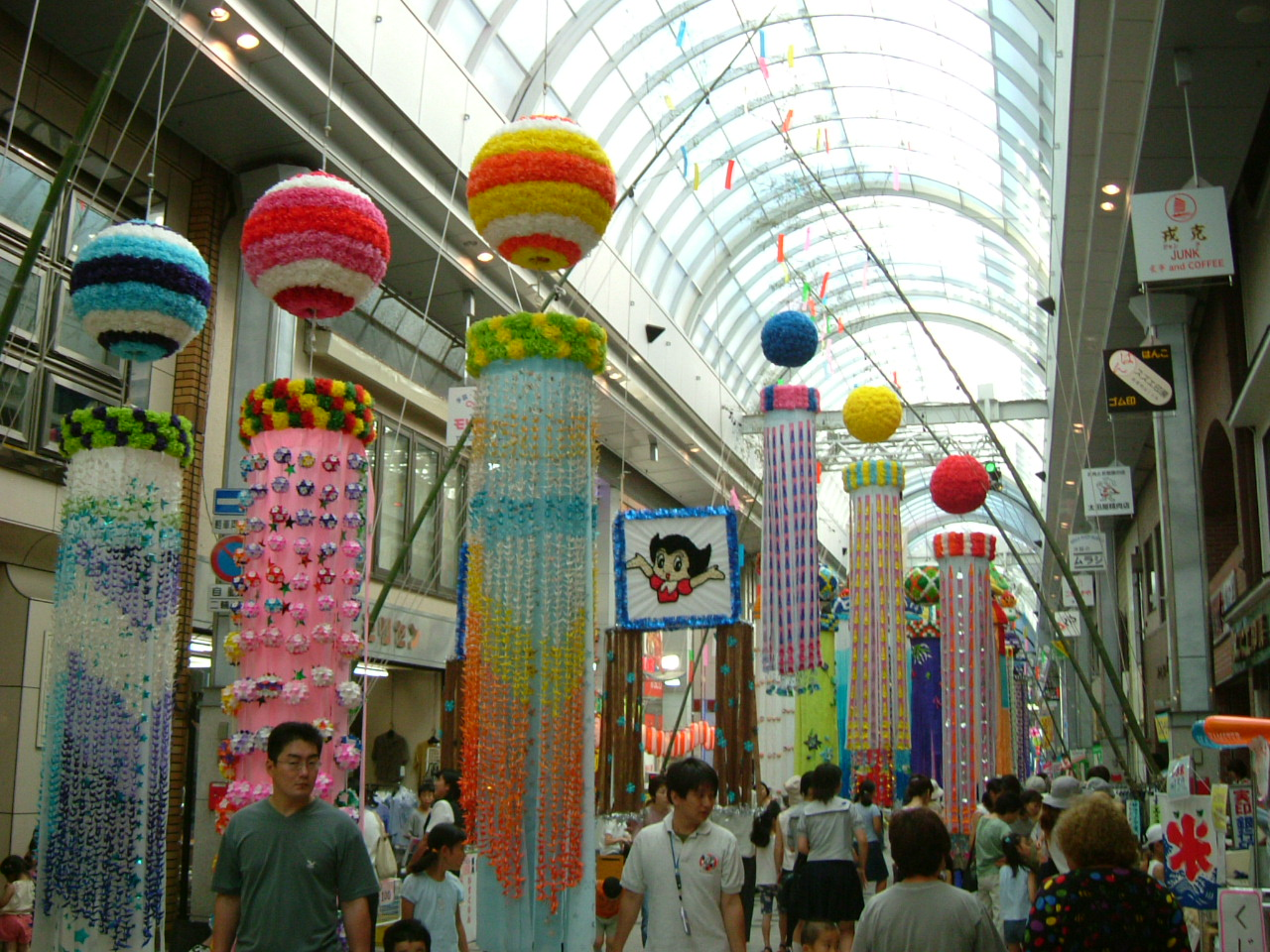
Trong một siêu thị tại Morioka
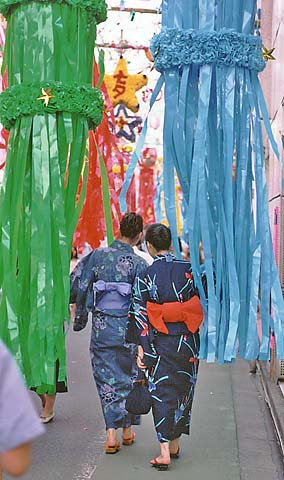
Tokyo
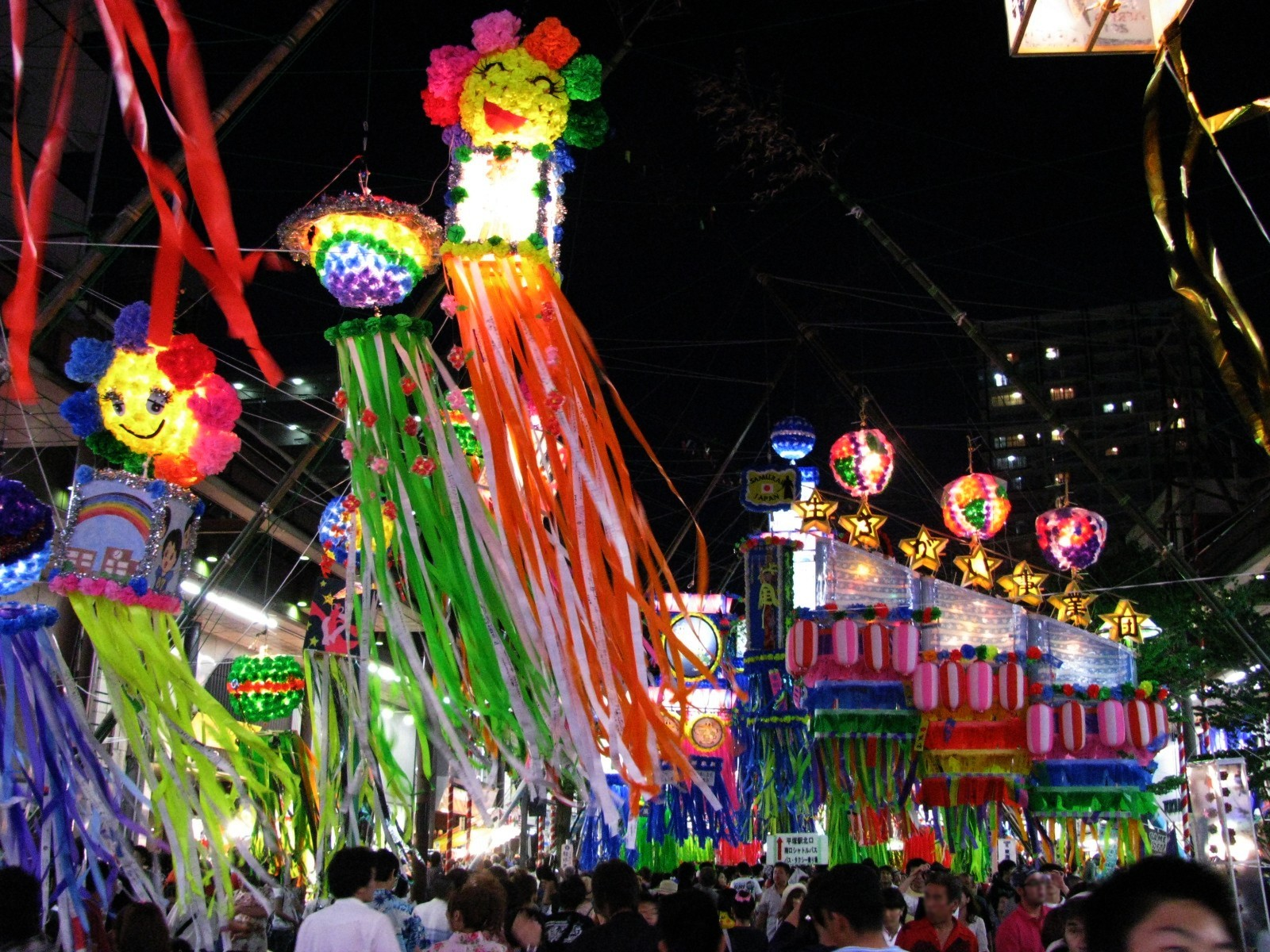
Tại Hiratsuka 2009
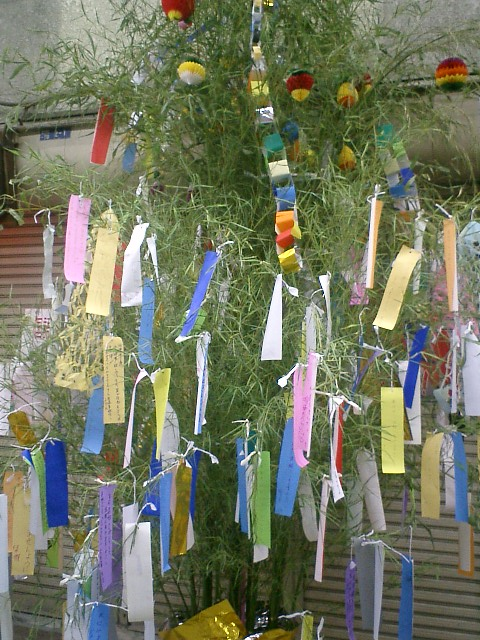
Một cây sậy được trang trí trong ngày lễ tại Nhật
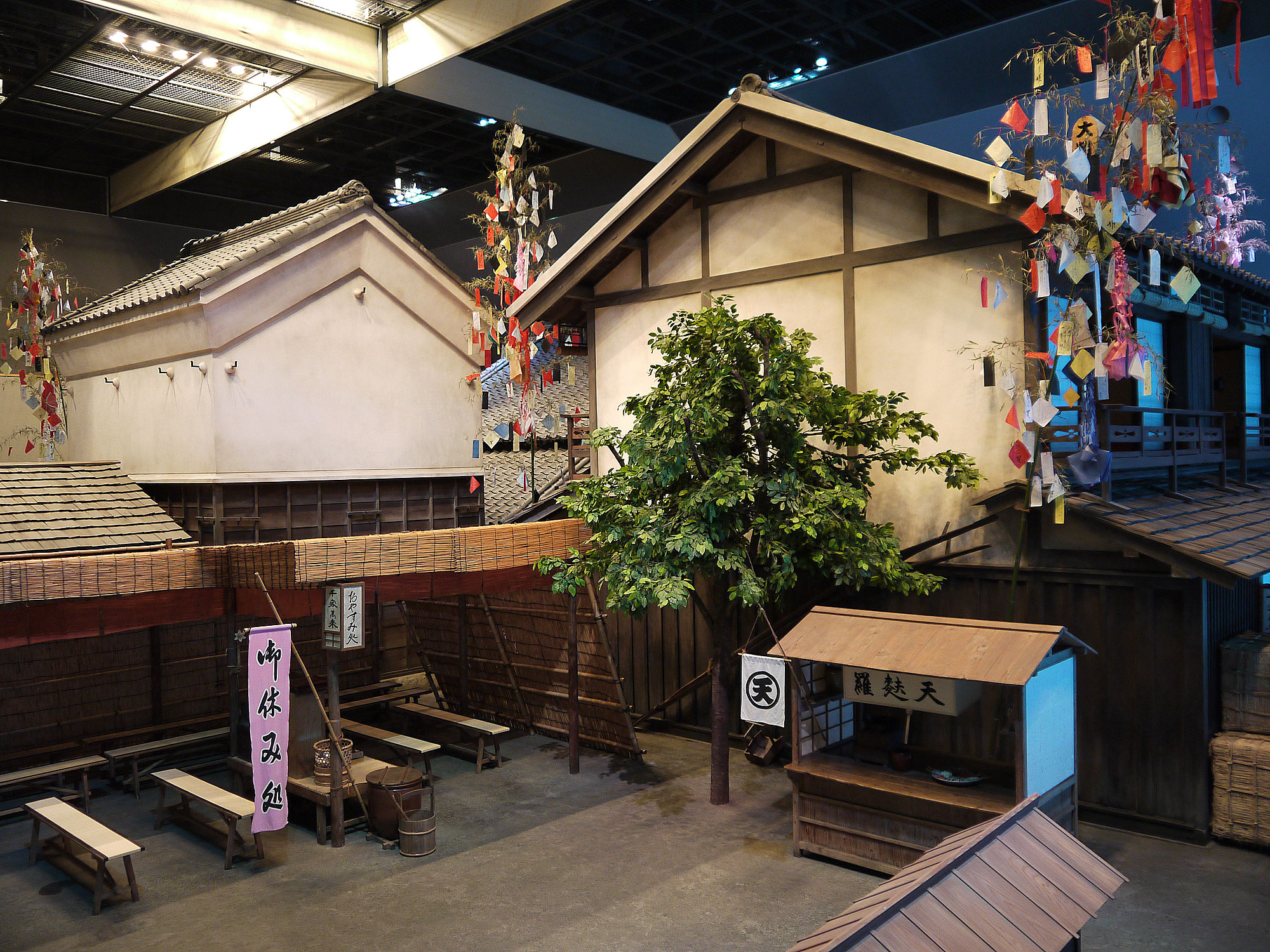
Edo Tanabata tại Fukagawa
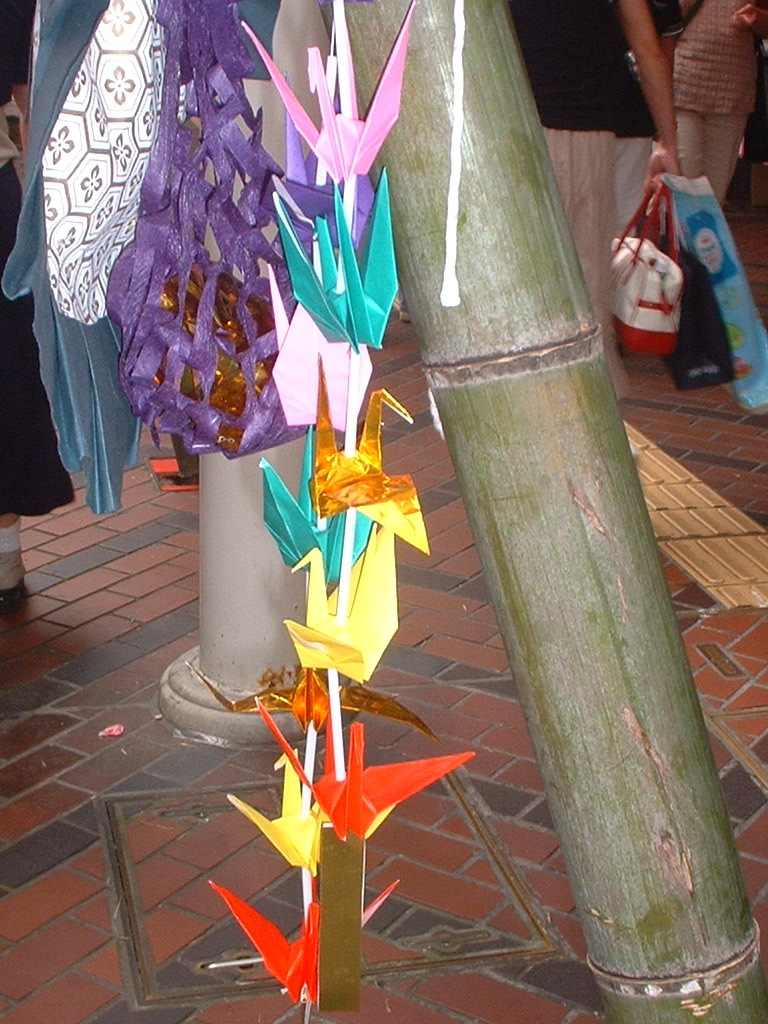
Ngàn cánh hạc theo phong cách Origami để chúc may mắn
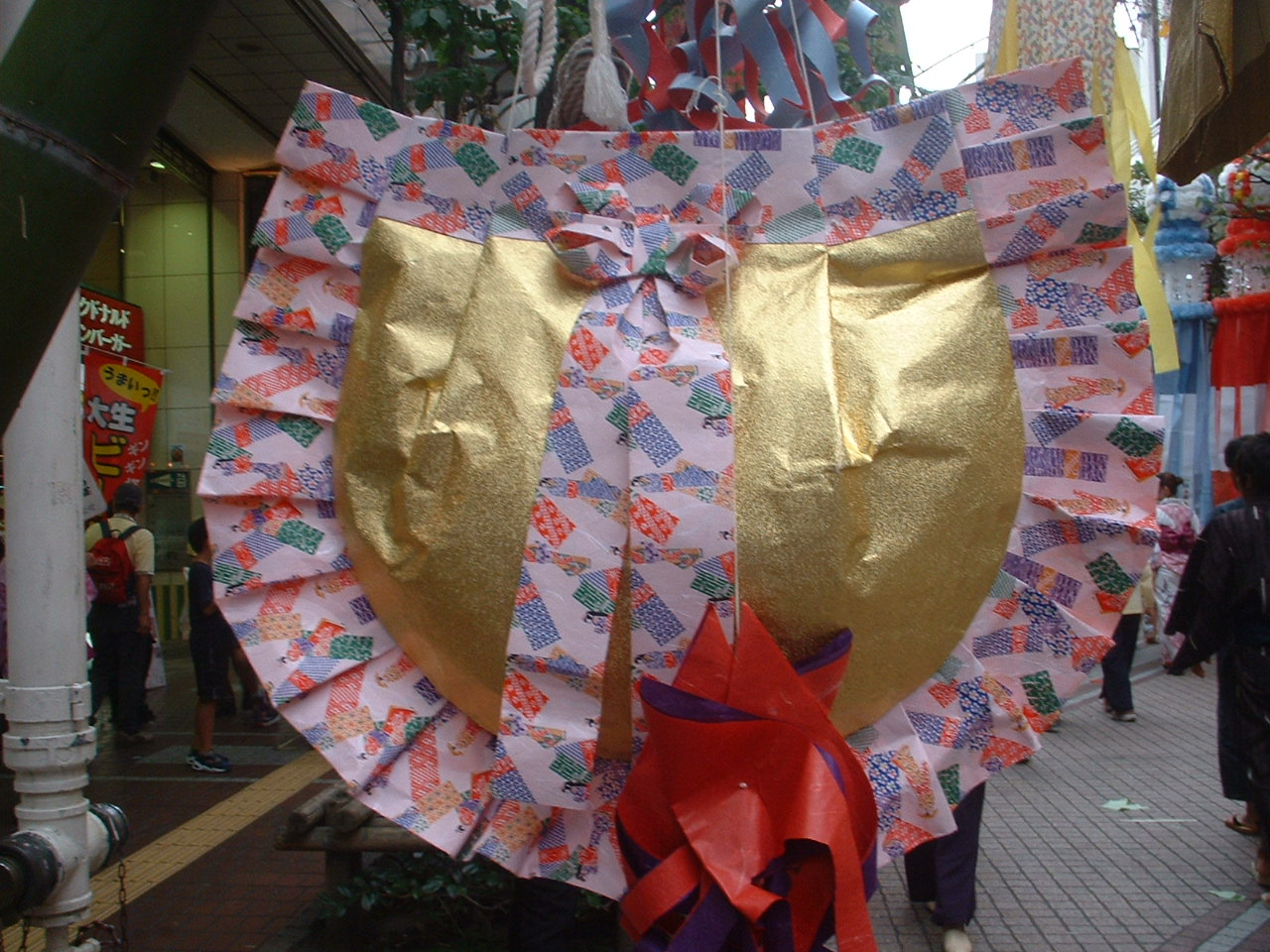
Túi xách, chúc phát tài
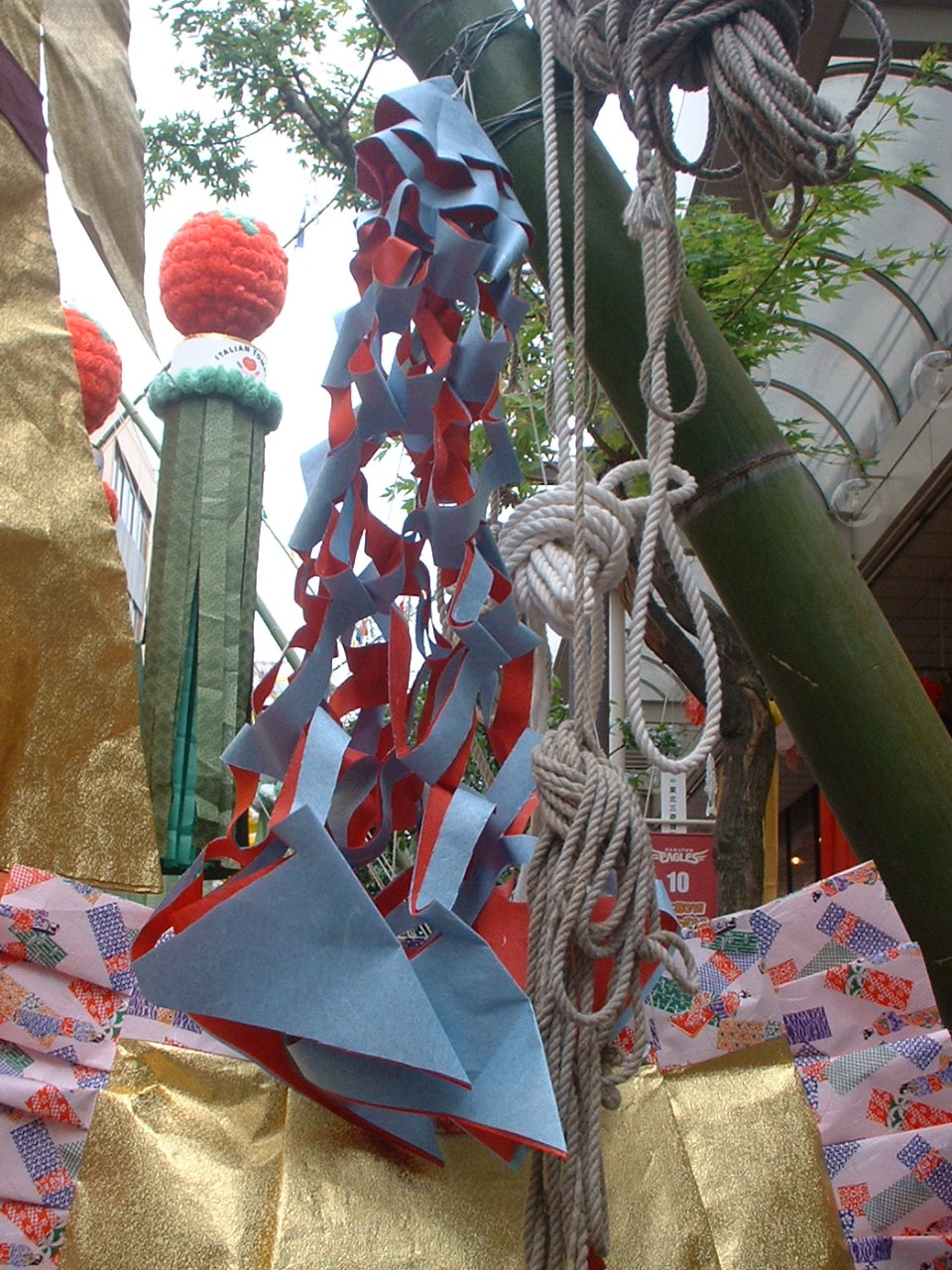
Lưới cá, chúc thu hoạch tốt
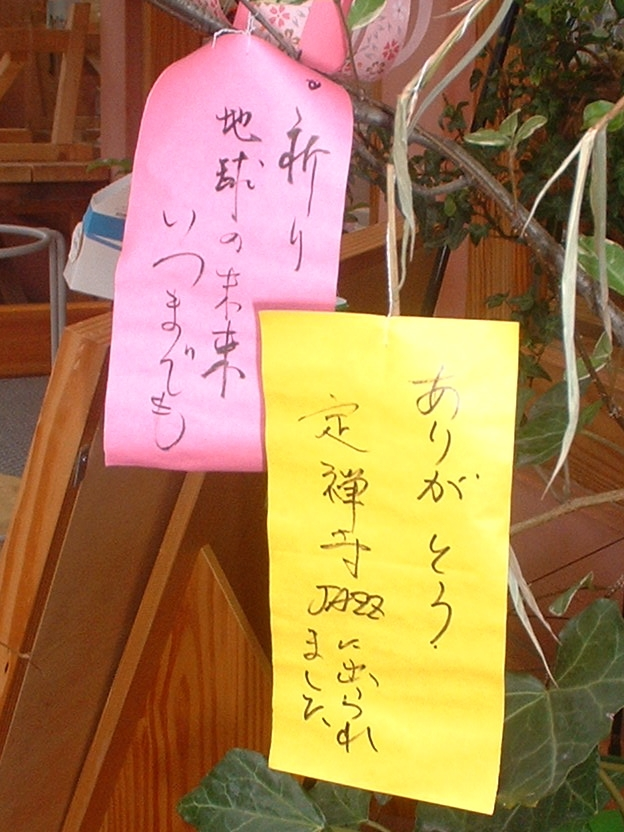
Với lời chúc thi đậu

## Hàn Quốc
Vào ngày Chilseok(칠석), người Hàn Quốc theo truyền thống tắm để có sức khỏe tốt. Ngoài ra, truyền thống ăn bánh mì bột mì và bánh mì nướng. Chilseok được biết đến là cơ hội cuối cùng để thưởng thức các món ăn làm từ lúa mì, vì những cơn gió lạnh sau Chilseok đã làm hỏng hương thơm của lúa mì. Người ta cũng thường ăn bánh kếp lúa mì gọi là miljeonbyeong (밀전병), và sirutteok, một loại bánh giầy phủ đậu đỏ.

## Lễ hội ở Việt Nam
Năm 1860 trở về trước, Lễ Thất tịch (七夕礼) còn gọi là tết Tiểu Xảo (小巧節), hoặc lễ Thù Du (茱萸礼), trong dân gian còn gọi là Ngày ông Ngâu bà Ngâu. Theo sách Giá Viên thi tập (蔗園詩集) của Phạm Phú Thứ (范富庶) Nguyễn Trào, tết này xuất hiện trong dân gian và cung đình. Thù du phân thành 3 loại chính là
- Ngô thù du (吳茱萸) là cây thù lù có quả tầm bóp, lồng đèn lúc non lục, chín màu cam, hoa vàng vết nâu trên cánh
- Tự thù du (食茱萸) là cây sẻn gai, có quả dài tròn đỏ, hoa trắng
- San thù du (山茱萸) là cây sơn thù du, có quả thù nhục đỏ nhỏ như nhót
Bài trí bàn tế nhỏ vọng nguyệt, trên có bình cắm hoa thù du, bồn nhỏ có quả thù du và bính nếp, bột, bát nhỏ có nước. Các thiếu nữ luồn chỉ vào 7 cái kim rồi thả nhẹ trên nước để không chìm. Kết thúc bái tạ trước bàn tế có lư trầm hương. 
Trong dân gian, tiết Tiểu Xảo là tiết nữ công gia chánh của nữ giới. Buổi đêm bài trí quả bánh trước trăng ước vọng đủ tài nội trợ, tình duyên đẹp. Trong cung, vua sẽ thiết yến Thù Du ban quả bánh cho các quan viên. Trong hậu cung cũng như vậy. Nghiên cứu làm bính tham khảo sách "nhật dụng thường đàm" (日用常談) của Phạm ĐÌnh Hổ (范廷琥) và "nữ công thắng lãm" (女工勝覧) của Lê Hữu Trác (Hải Thượng Lãn Ông 海上懶翁). Trong đó có các loại bính như Ngọc tô bính (玉酥餅), giác thử (角黍), tống bính (粽缾), quyển bính (捲餅), miến phiến (麵片),..
Thời Lê có tục bắt cung nữ bị tội ra ngoài Bắc môn thành dệt lụa, chính là lụa Trúc Bạch, vốn là ảnh hưởng bởi truyền thuyết. Các tuyệt kĩ phải thể hiện gồm luồn chỉ qua 7 cái kim, cái kim luồn lỗ vào sợi chỉ nổi trên mặt nước, hay thậm chí là thả cái kim trên chậu nước để không bị chìm. Chứng minh là nữ nhân đoan trang, hiền thục.
Ngày Thất tịch hay 7/7 Âm Lịch. Truyện Ngưu Lang Chức Nữ hay truyện ông Ngâu bà Ngâu tồn tại để giải thích về hiện tượng mưa ngâu vào tháng 7 Âm lịch. Cũng từ truyện này mà người ta bắt đầu kiêng kết hôn Tháng 7 vì sợ giống như ông bà (thậm chí trong cuốn sách Tiểu luận về dân Bắc Kỳ tác giả Gustave Dumoutier cho biết từ khoảng đầu 1900 dân miền Bắc có một lệ mới được quan niệm là đám cưới ko làm lễ lại mặt sau 3 ngày vì sợ rằng sẽ chuốc lấy số phận hôn nhân hẩm hiu của ông Ngâu bà Ngâu, mới lấy nhau được 3 ngày đã bị ngăn cách). Cầu ông bà Ngâu sự đoan trang đối với nữ, cường tráng đối với nam. Lễ thất tịch có ở dân tộc Hoa, Tày, Mường,...  
Văn học Việt Nam năm 1930-1945 và trên báo Tiểu thuyết thứ Năm có nhắc đến lễ thất tịch. Đại để Truyền thống Việt Nam có Lễ Thù Du (bản địa hóa từ Lễ Thất tịch) không phải du nhập như nhiều người lầm tưởng. Tạp chí Nam Phong số 186 có bài về vua Bảo Đại hạ dụ cải cách lễ tiết hoàng gia, bên cạnh việc giản lược nghi lễ nghi thức thì cũng loại bỏ một số dịp lễ tiết trong năm, trong số đó có lễ Thất Tịch 
*Chú ý: Không liên quan tới ngày Thất Tịch, người Việt nấu chè đậu là sự nhầm lẫn khi theo dõi Blogger Qing An nên không phải tục cổ, Đậu đỏ bản địa của Việt Nam có 2 loại là Xích Tiểu Đậu (赤小豆) hạt nhỏ, sắc nhạt và đậu thận (腰豆) (còn gọi là Yêu Đậu腎豆) hạt to dài, sắc thâm. Đậu của Việt Nam khác Hồng Đậu (紅豆) (độc tính) của Trung Quốc.

## Ngày lễ Thất Tịch theo dương lịch
- 10 tháng 8 năm 2024
- 29 tháng 8 năm 2025
- 19 tháng 8 năm 2026
- 8 tháng 8 năm 2027
- 26 tháng 8 năm 2028
- 16 tháng 8 năm 2029
- 5 tháng 8 năm 2030
- 24 tháng 8 năm 2031
- 12 tháng 8 năm 2032
- 1 tháng 8 năm 2033
- 20 tháng 8 năm 2034
- 10 tháng 8 năm 2035
- 28 tháng 8 năm 2036
- 17 tháng 8 năm 2037
- 7 tháng 8 năm 2038
- 26 tháng 8 năm 2039
- 14 tháng 8 năm 2040